# Norrbackasjön
Norrbackasjön är en sjö i Gislaveds kommun i Småland och ingår i Nissans huvudavrinningsområde. Sjön har en area på 0,0534 kvadratkilometer och ligger 176,3 meter över havet.

## Delavrinningsområde
Norrbackasjön ingår i det delavrinningsområde (634802-135702) som SMHI kallar för Ovan 634805-135639. Medelhöjden är 180 meter över havet och ytan är 22,69 kvadratkilometer. Det finns inga delavrinningsområden uppströms utan avrinningsområdet är högsta punkten. Österån som avvattnar avrinningsområdet har biflödesordning 3, vilket innebär att vattnet flödar genom totalt 3 vattendrag innan det når havet efter 92 kilometer. Delavrinningsområdet består mestadels av skog (78 procent). Avrinningsområdet har 0,95 kvadratkilometer vattenytor vilket ger det en sjöprocent på 4,2 procent.